# Supernanny
Supernanny fue un programa de televisión emitido por la cadena de televisión española Cuatro. Consistía en un programa de entretenimiento que tiene un fin educativo, ya que en él se ayuda a padres y madres de familia a saber educar a sus hijos con el fin de corregir sus problemas de conducta. El concepto básico del programa ha sido comprado por varios países donde es transmitido con una aceptación exitosa. En las primeras temporadas el espacio contaba con una breve presentación de Raquel Sánchez-Silva.

## Objetivos deSupernanny
- Este programa tiene un formato que da un giro a los programas basados en la realidad. El programa aborda la educación de los propios hijos.
- La institutriz, que tiene estudios en psicología, no se parece a la típica niñera, sino que utiliza enfoques psicológicos para ayudar a las familias.
- La supernanny propone un esquema basado en la aplicación de unas técnicas imaginativas.
- Supernanny suele resultar eficaz hasta con los niños más incontrolables.
- Los padres suelen sorprenderse de su eficacia y del resultado después de llegar la institutriz.
- La Nana, o institutriz, de manera indirecta, ayuda a los padres a mejorar su propia relación de pareja.

## Problemas de conducta
El programa solo atiende casos de problemas de conducta normales entre los niños en cualquier tipo de familia, da igual su situación económica y con niños comprendidos entre dos y diez años de edad.
El equipo permanece entre dos a cuatro semanas según lo que se le necesite.

## Distintos nombres del programa
El programa tiene varias versiones en distintos países:
- Inglaterra - Supernanny
- Japón - スーパーナニー
- Estados Unidos - Nanny 911
- Alemania - Supernanny
- Francia - Super Nanny
- Australia - Supernanny
- Brasil - Supernanny
- Corea del Sur - 슈퍼내니
- Dinamarca - Barnevakt SOS
- Países Bajos - Eerste hulp bij opvoeden
- Latinoamérica - Niñera SOS
- Nueva Zelanda - From Devils to Darlings

## Programas de Supernanny

### Temporada 1 (2006)
| N.º Serie | N.º Temp. | Título original          | Fecha de emisión      | Audiencia         |
| --------- | --------- | ------------------------ | --------------------- | ----------------- |
| 1         | 1         | «Alejandro»              | 24 de febrero de 2006 | 1 281 000 (9,0%)  |
| 2         | 2         | «Programa 2»             | 3 de marzo de 2006    | 1 507 000 (9,7%)  |
| 3         | 3         | «Amanda»                 | 10 de marzo de 2006   | 1 498 000 (9,8%)  |
| 4         | 4         | «Programa 4»             | 17 de marzo de 2006   | 1 619 000 (10,4%) |
| 5         | 5         | «Programa 5»             | 24 de marzo de 2006   | 1 413 000 (9,0%)  |
| 6         | 6         | «Penélope, Inés y Diego» | 31 de marzo de 2006   | 1 042 000 (7,0%)  |
| 7         | 7         | «Víctor»                 | 7 de abril de 2006    | 1 371 000 (9,1%)  |
| 8         | 8         | «Programa 8»             | 14 de abril de 2006   | 790 000 (6,5%)    |
| E         | E         | «Programa Especial»      | 21 de abril de 2006   | 1 039 000 (8,5%)  |

### Temporada 2 (2006)
| N.º Serie | N.º Temp. | Título original           | Fecha de emisión         | Espectadores | Cuota de pantalla |
| --------- | --------- | ------------------------- | ------------------------ | ------------ | ----------------- |
| 1         | 9         | «Itziar y Gloria»         | 22 de septiembre de 2006 | 921 000      | 8,4%              |
| 2         | 10        | «Programa 10»             | 29 de septiembre de 2006 | 1 275 000    | 9,0%              |
| 3         | 11        | «Programa 11»             | 6 de octubre de 2006     | 1 005 000    | 7,0%              |
| 4         | 12        | «Neceret, Soraya y Yaiza» | 13 de octubre de 2006    | 1 374 000    | 9,8%              |
| 5         | 13        | «Programa 13»             | 20 de octubre de 2006    | 1 696 000    | 11,0%             |
| 6         | 14        | «Programa 14»             | 27 de octubre de 2006    | 1 699 000    | 11,4%             |
| 7         | 15        | «Programa 15»             | 3 de noviembre de 2006   | 1 274 000    | 8,9%              |
| 8         | 16        | «Lucía Yuan»              | 10 de noviembre de 2006  | 1 474 000    | 10,2%             |

### Temporada 3 (2007)
| N.º Serie | N.º Temp. | Título original          | Fecha de emisión        | Espectadores | Cuota de pantalla |
| --------- | --------- | ------------------------ | ----------------------- | ------------ | ----------------- |
| 1         | 17        | «Programa 17»            | 19 de octubre de 2007   | 1 241 000    | 8,8%              |
| 2         | 18        | «Programa 18»            | 26 de octubre de 2007   | 1 108 000    | 9,2%              |
| 3         | 19        | «Mireia, Carla y Raquel» | 2 de noviembre de 2007  | 1 047 000    | 7,8%              |
| 4         | 20        | «Programa 20»            | 9 de noviembre de 2007  | 980 000      | 6,8%              |
| 5         | 21        | «Programa 21»            | 16 de noviembre de 2007 | 1 433 000    | 9,9%              |
| 6         | 22        | «Programa 22»            | 23 de noviembre de 2007 | 1 335 000    | 8,9%              |
| 7         | 23        | «Programa 23»            | 30 de noviembre de 2007 | 994 000      | 7,6%              |
| 8         | 24        | «Programa 24»            | 7 de noviembre de 2007  | 980 000      | 7,1%              |

### Temporada 4 (2009)
| N.º Serie | N.º Temp. | Título original | Fecha de emisión      | Espectadores | Cuota de pantalla |
| --------- | --------- | --------------- | --------------------- | ------------ | ----------------- |
| 1         | 25        | «Programa 25»   | 6 de febrero de 2009  | 2 051 000    | 11,5%             |
| 2         | 26        | «Programa 26»   | 13 de febrero de 2009 | 2 452 000    | 13,9%             |
| 3         | 27        | «Programa 27»   | 20 de febrero de 2009 | 2 126 000    | 12,3%             |
| 4         | 28        | «Programa 28»   | 27 de febrero de 2009 | 2 446 000    | 14,7%             |
| 5         | 29        | «Programa 29»   | 6 de marzo de 2009    | 2 170 000    | 12,5%             |
| 6         | 30        | «Programa 30»   | 13 de marzo de 2009   | 2 147 000    | 13,1%             |
| 7         | 31        | «Programa 31»   | 20 de marzo de 2009   | 1 921 000    | 11,8%             |
| 8         | 32        | «Programa 32»   | 27 de marzo de 2009   | 2 156 000    | 13,0%             |

### Temporada 5 (2009)
| N.º Serie | N.º Temp. | Título original | Fecha de emisión        | Espectadores | Cuota de pantalla |
| --------- | --------- | --------------- | ----------------------- | ------------ | ----------------- |
| 2         | 33        | «Programa 33»   | 9 de octubre de 2009    | 1 598 000    | 11,0%             |
| 2         | 34        | «Alejandro»     | 16 de octubre de 2009   | 1 769 000    | 11,1%             |
| 3         | 35        | «Programa 35»   | 23 de octubre de 2009   | 1 814 000    | 11,2%             |
| 4         | 36        | «Programa 36»   | 30 de octubre de 2009   | 1 607 000    | 10,1%             |
| 5         | 37        | «Programa 37»   | 6 de noviembre de 2009  | 1 775 000    | 10,7%             |
| 6         | 38        | «Programa 38»   | 13 de noviembre de 2009 | 1 578 000    | 10,5%             |
| 7         | 39        | «Programa 39»   | 20 de noviembre de 2009 | 1 500 000    | 9,1%              |
| 8         | 40        | «Programa 40»   | 27 de noviembre de 2009 | 1 458 000    | 9,0%              |

### Temporada 6 (2010)
| N.º Serie | N.º Temp. | Título original | Fecha de emisión        | Espectadores | Cuota de pantalla |
| --------- | --------- | --------------- | ----------------------- | ------------ | ----------------- |
| 1         | 41        | «Programa 41»   | 29 de octubre de 2010   | 1 526 000    | 8,9%              |
| 2         | 42        | «Irene y Mara»  | 5 de noviembre de 2010  | 1 512 000    | 9,0%              |
| 3         | 43        | «Programa 43»   | 12 de noviembre de 2010 | 1 664 000    | 9,7%              |
| 4         | 44        | «Programa 44»   | 19 de noviembre de 2010 | 1 603 000    | 9,4%              |
| 5         | 45        | «Programa 45»   | 26 de noviembre de 2010 | 1 609 000    | 9,1%              |
| 6         | 46        | «Programa 46»   | 3 de diciembre de 2010  | 1 346 000    | 7,6%              |
| 7         | 47        | «Programa 47»   | 10 de diciembre de 2010 | 1 514 000    | 8,8%              |
| 8         | 48        | «Programa 48»   | 27 de diciembre de 2010 | 1 479 000    | 8,6%              |

### Temporada 7 (2011)
| N.º Serie | N.º Temp. | Título original            | Fecha de emisión         | Espectadores | Cuota de pantalla |
| --------- | --------- | -------------------------- | ------------------------ | ------------ | ----------------- |
| 1         | 49        | «Mercedes y Carlos»        | 9 de septiembre de 2011  | 953 000      | 7,3%              |
| 2         | 50        | «Alba y Rubén»             | 16 de septiembre de 2011 | 1 213 000    | 8,5%              |
| 3         | 51        | «Pablo, Juan y Laura»      | 23 de septiembre de 2011 | 1 382 000    | 8,8%              |
| 4         | 52        | «Ainhoa»                   | 30 de septiembre de 2011 | 1 434 000    | 9,4%              |
| 5         | 53        | «Paula y Daniel»           | 7 de octubre de 2011     | 1 353 000    | 8,1%              |
| 6         | 54        | «Hugo y Carla»             | 14 de octubre de 2011    | 1 791 000    | 11,0%             |
| 7         | 55        | «Mónica, Vanessa y Miguel» | 21 de octubre de 2011    | 1 938 000    | 11,2%             |
| 8         | 56        | «Juancar y Lucas»          | 28 de octubre de 2011    | 1 489 000    | 8,5%              |

### Temporada 8 (2012)
| N.º Serie | N.º Temp. | Título original                          | Fecha de emisión        | Espectadores | Cuota de pantalla |
| --------- | --------- | ---------------------------------------- | ----------------------- | ------------ | ----------------- |
| 1         | 57        | «Programa 57»                            | 19 de octubre de 2012   | 1 434 000    | 7,9%              |
| 3         | 59        | «Érik»                                   | 2 de noviembre de 2012  | 1 375 000    | 7,5%              |
| 4         | 60        | «Programa 60»                            | 9 de noviembre de 2012  | 1 368 000    | 7,2%              |
| 5         | 61        | «Programa 61»                            | 16 de noviembre de 2012 | 1 209 000    | 6,4%              |
| 6         | 62        | «Giovanni y Sandro»                      | 23 de noviembre de 2012 | 935 000      | 5,0%              |
| 7         | 63        | «Rosa Mari, Beatriz, Daniel y Francisco» | 30 de noviembre de 2012 | 954 000      | 5,6%              |
| 8         | 64        | «Programa 64»                            | 7 de diciembre de 2012  | 756 000      | 4,4%              |

### Temporada 9 (2014)
| N.º Serie | N.º Temp. | Título original             | Fecha de emisión    | Espectadores | Cuota de pantalla |
| --------- | --------- | --------------------------- | ------------------- | ------------ | ----------------- |
| 1         | 65        | «Andrea, Lucía y Nacho»     | 17 de mayo de 2014  | 740 000      | 5,5%              |
| 2         | 66        | «Miguel»                    | 31 de mayo de 2014  | 596 000      | 4,0%              |
| 3         | 67        | «Cristina»                  | 14 de junio de 2014 | 652 000      | 5,5%              |
| 4         | 68        | «Iker, Daniela y Adriana»   | 28 de junio de 2014 | 564 000      | 4,9%              |
| 5         | 69        | «Alejandro y Neyzan»        | 28 de junio de 2014 | 772 000      | 5,7%              |
| 6         | 70        | «Programa 70»               | 5 de julio de 2014  | 533 000      | 5,0%              |
| 7         | 71        | «Hugo y Laura»              | 5 de julio de 2014  | 728 000      | 5,8%              |
| 8         | 72        | «Daniel, Cristian y Samara» | 12 de julio de 2014 | 465 000      | 4,4%              |

### Temporada 10 (2015)
| N.º Serie | N.º Temp. | Título original         | Fecha de emisión      | Espectadores | Cuota de pantalla |
| --------- | --------- | ----------------------- | --------------------- | ------------ | ----------------- |
| 1         | 73        | «Silvia»                | 16 de enero de 2015   | 810 000      | 5,5%              |
| 2         | 74        | «Sofía»                 | 23 de enero de 2015   | 654 000      | 4,0%              |
| 3         | 75        | «Qashir»                | 30 de enero de 2015   | 652 000      | 5,5%              |
| 4         | 76        | «Fátima»                | 6 de febrero de 2015  | 564 000      | 4,9%              |
| 5         | 77        | «Xavier y Zöe»          | 13 de febrero de 2015 | 772 000      | 5,7%              |
| 6         | 78        | «Programa 70»           | 20 de febrero de 2015 | 533 000      | 5,0%              |
| 7         | 79        | «Yaiza, Daniel y Mario» | 27 de febrero de 2015 | 728 000      | 5,8%              |
| 8         | 80        | «Darío»                 | 6 de marzo de 2015    | 465 000      | 4,4%              |

### Temporada 11 (2016)
| N.º Serie | N.º Temp. | Título original                | Fecha de emisión    | Espectadores | Cuota de pantalla |
| --------- | --------- | ------------------------------ | ------------------- | ------------ | ----------------- |
| 1         | 81        | «Wenceslao»                    | 18 de marzo de 2016 | 953 000      | 7,3%              |
| 2         | 82        | «Wenceslao, Keyra y Ruth»      | 25 de marzo de 2016 | 1 213 000    | 8,5%              |
| 3         | 83        | «Dino»                         | 1 de abril de 2016  | 1 382 000    | 8,8%              |
| 4         | 84        | «Roberta y Baltasar»           | 8 de abril de 2016  | 1 434 000    | 9,4%              |
| 5         | 85        | «Paola y Damián»               | 15 de abril de 2016 | 1 353 000    | 8,1%              |
| 6         | 86        | «Ignacio Jesús y Fátima María» | 22 de abril de 2016 | 1 791 000    | 11,0%             |
| 7         | 87        | «Raúl y Tomás»                 | 29 de abril de 2016 | 1 938 000    | 11,2%             |
| 8         | 88        | «Víctor»                       | 6 de mayo de 2016   | 1 489 000    | 8,5%              |

### Temporada 12 (2017)
| N.º Serie | N.º Temp. | Título original                 | Fecha de emisión        | Espectadores | Cuota de pantalla |
| --------- | --------- | ------------------------------- | ----------------------- | ------------ | ----------------- |
| 1         | 89        | «Damián y Neyzan»               | 6 de octubre de 2017    | 953 000      | 7,3%              |
| 2         | 90        | «Gabriel, Daniel y Alba»        | 13 de octubre de 2017   | 1 213 000    | 8,5%              |
| 3         | 91        | «Carlos y Ruth»                 | 20 de octubre de 2017   | 1 382 000    | 8,8%              |
| 4         | 92        | «Paola y Gonzalo»               | 27 de octubre de 2017   | 1 434 000    | 9,4%              |
| 5         | 93        | «Natalia, Helena, María y Alma» | 3 de noviembre de 2017  | 1 353 000    | 8,1%              |
| 6         | 94        | «Samuel y Helena»               | 10 de noviembre de 2017 | 1 791 000    | 11,0%             |
| 7         | 95        | «Benjamín, Ainhoa y Baltasar»   | 17 de noviembre de 2017 | 1 938 000    | 11,2%             |
| 8         | 96        | «Guillermo, Raúl y Gema»        | 24 de noviembre de 2017 | 1 489 000    | 8,5%              |

## Audiencia media
Estas han sido las audiencias de las nueve ediciones del programa Supernanny.
| Edición                      | Fecha | Cadena | Espectadores | Cuota de pantalla |
| ---------------------------- | ----- | ------ | ------------ | ----------------- |
| Supernanny: Primera edición  | 2006  | Cuatro | 1 284 000    | 8,8%              |
| Supernanny: Segunda edición  | 2006  | Cuatro | 1 340 000    | 9,5%              |
| Supernanny: Tercera edición  | 2007  | Cuatro | 1 140 000    | 8,3%              |
| Supernanny: Cuarta edición   | 2009  | Cuatro | 2 185 000    | 12,9%             |
| Supernanny: Quinta edición   | 2009  | Cuatro | 1 637 000    | 10,4%             |
| Supernanny: Sexta edición    | 2010  | Cuatro | 1 532 000    | 8,9%              |
| Supernanny: Séptima edición  | 2011  | Cuatro | 1 444 000    | 9,1%              |
| Supernanny: Octava edición   | 2012  | Cuatro | 1 159 000    | 6,4%              |
| Supernanny: Novena edición   | 2014  | Cuatro | 631 000      | 5,1%              |
| Supernanny: Décima edición   | 2015  | Cuatro | 931 140      | 7,1%              |
| Supernanny: Undécimo edición | 2016  | Cuatro | 2 621 000    | 8,1%              |
| Supernanny: Doceavo edición  | 2017  | Cuatro | 3 391 100    | 9,1%              |